# Aleksandr Ryazantsev
Aleksandr Aleksandrovich Ryazantsev - em russo, Александр Александрович Рязанцев - (Moscou, 5 de setembro de 1986) é um futebolista russo que atua como Meia. Atualmente, joga pelo Zenit.

## Títulos

### Zenit Saint Petersburg
- Russian Football Premier League: 2014–15
- Supercopa da Rússia: 2016